# Rauli Partanen
Rauli Partanen, född 1975, är en finländsk författare och entreprenör med fokus på energi- och klimatfrågor. Han är (2024) ansvarig för "Government & Community Relations, Finland" för det amerikanska företaget Deepgeo med inriktning på att utveckla och implementera lösningar för slutförvaring av långlivat avfall från kärnkraftverk.

## Biografi
Partanen blev känd för en bredare allmänhet utanför Finland när hans bok Suomi öljyn jälkeen 2015 översattes och utgavs som The World After Cheap Oil. Boken har även översatts till tyska. Boken problematiserar västvärldens beroende av olja och oförmågan att börja en anpassning till ett samhälle utan detta beroende. Boken nominerades 2013 till Finlandiapriset i fackboksklassen.
Han har därefter vidareutvecklat sin kritik, och kom 2015 ut med boken Climate gamble: Is anti-nuclear activism endangering our future? som påtalar problematiken med att nästan 90 procent av världens energi alltjämt utvinns ur fossila bränslen och den närmast obefintliga framdriften i den omställning som han bedömer som nödvändig. Partanen har tillsammans med andra framfört sina argument i svensk debatt. Boken har även översatts till franska och tjeckiska.
2017 gav Partanen ut Energian aika: avain talouskasvuun, hyvinvointiin ja ilmastonmuutokseen, ungefär Energins tid. Nyckeln till ekonomisk tillväxt, välstånd och klimatförändringar. Boken belönades den 15 mars 2018 med priset Årets vetenskapsbok av Vetenskapliga samfundens delegation i Finland med motiveringen: "Energian aika är analytisk, noga argumenterande och realistisk, men också en innovativ och inspirerande presentation om vår planets största utmaningar ... Aki Suokko och Rauli Partanen visar vad den rådande uppfattningen om tvånget till ekonomisk tillväxt betyder för energiförbrukning och -produktion. När välfärd eftersträvas främst genom ekonomisk tillväxt, ökar också miljöskadorna. Välfärd förutsätter ändå inte ökad energiförbrukning, och målet ska vara en etiskt och miljömässigt hållbar ökning av välfärd och rättvisa."
Partanen är sedan 2018 CEO för tankesmedjan Think Atom.
Sedan 2024 är han  ansvarig för "Government & Community Relations, Finland" för det amerikanska företaget Deepgeo med inriktning på att utveckla och implementera lösningar för slutförvaring av långlivat avfall från kärnkraftverk.